# Баобінг
Баобінг (англ. baobing; кит.: 刨冰) — традиційний китайський холодний десерт. Є також поширеним у тайській кухні під назвою Tsuabing. Найпопулярнішим він є влітку. Баобінг почали готувати та вживати ще у VII столітті н. е.

## Інгредієнти та приготування

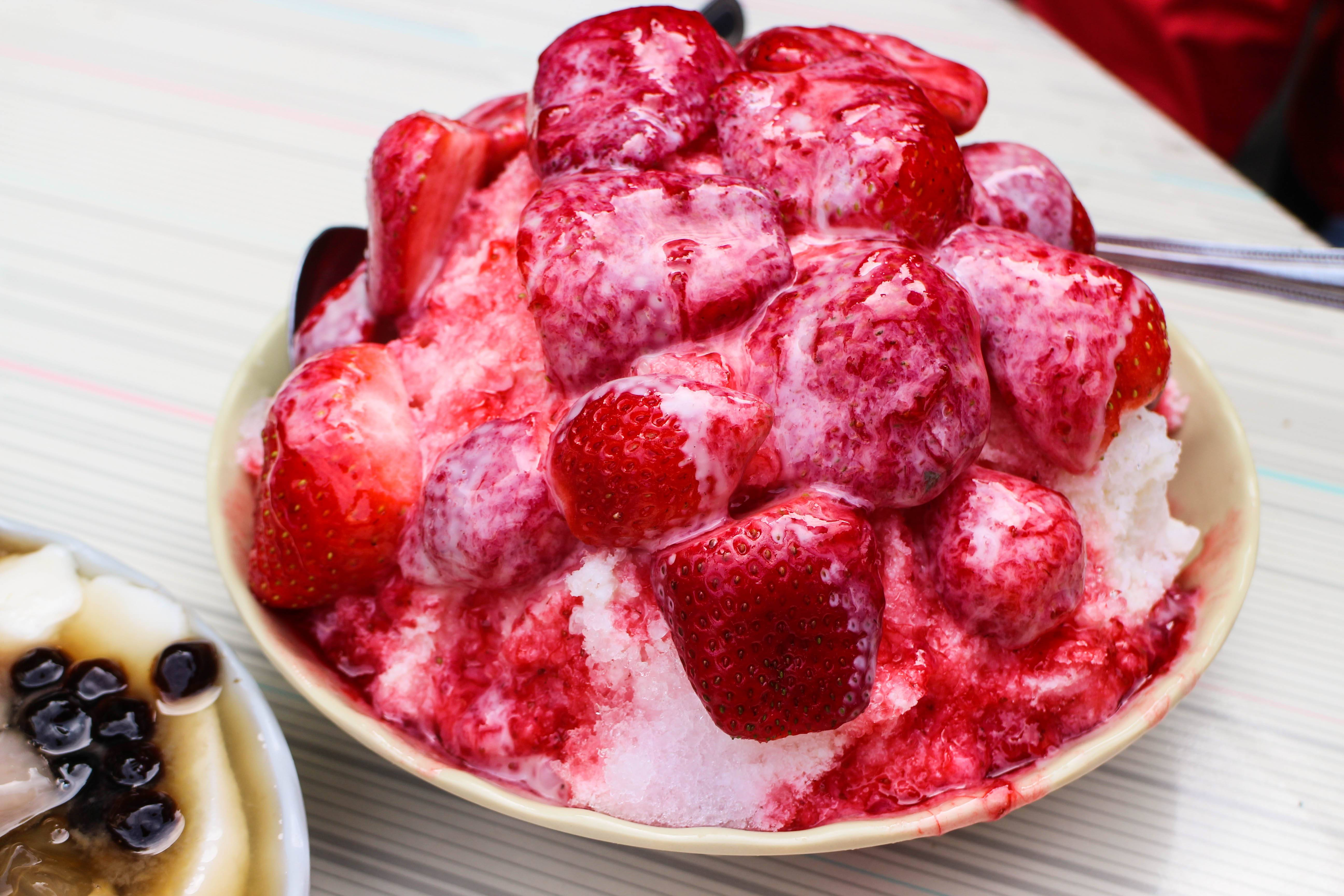
Баобінг

Десерт баобінг складається з великого шару льоду, який нарізують вручну або за допомогою машинки, з різноманітними начинками. Переважно це можуть бути цукрова вода, згущене молоко, квасоля, адзуки та тапіока. Також за смаком це все може доповнюватись фруктами: влітку — це манго, а взимку — полуниця.
Баобінг дуже схожий на інші десерти, такі як японські какігорі, філіппінські гало-гало, корейське патбінгшу, малайзійський лід каканг, італійський лід тощо.